# Inspecția Muncitorilor și Țăranilor
Inspecția Muncitorilor și Țăranilor a fost o organizație guvernamentală, parte a aparatului statului pentru  planificare, în anii de început a Uniunii Sovietice.
Vezi de asemenea: Colectivizarea în URSS